# Rubus chrysophyllus
Rubus chrysophyllus är en rosväxtart som beskrevs av Caspar Georg Carl Reinwardt och Friedrich Anton Wilhelm Miquel. Rubus chrysophyllus ingår i släktet rubusar, och familjen rosväxter. Inga underarter finns listade i Catalogue of Life.